# ペターレ駅

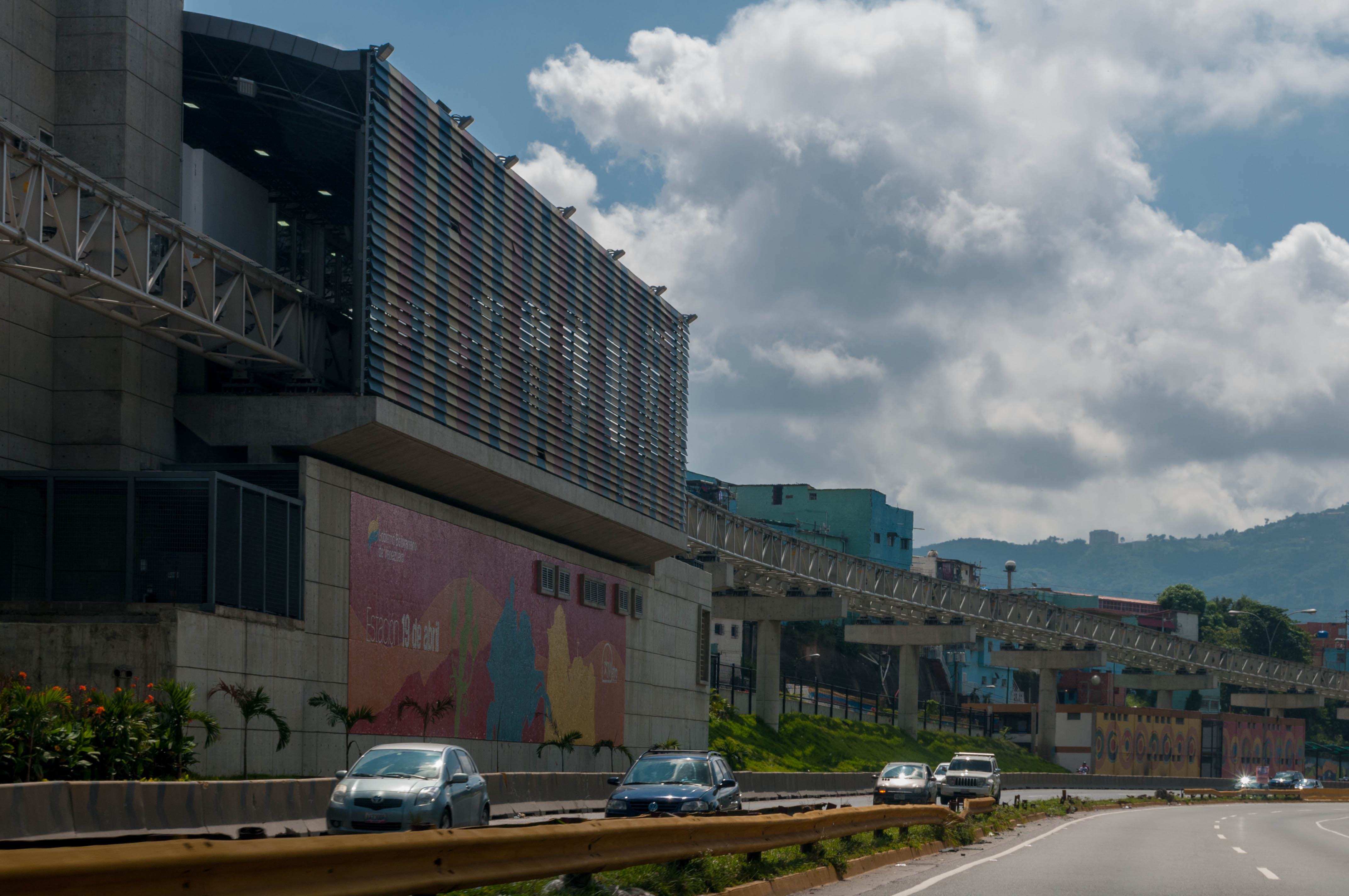
駅舎（2013年10月）

ペターレ駅（ペターレえき、Estación Petare）はベネズエラのカラカス市にあるカラカス地下鉄1号線の地下鉄駅である。ミランダ州スクレ市ペタレ区に位置する。

## 駅の構造

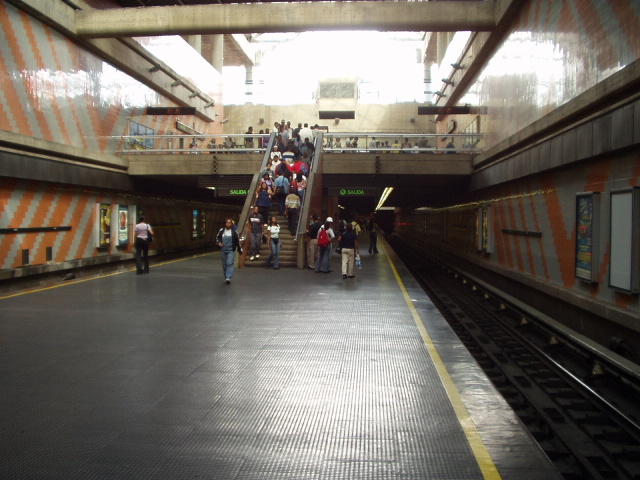
ホーム

地下2階が島式1面2線のホーム、地下1階が改札と切符売り場。東西の端はホームから地上まで吹き抜け、中央は地下1階から地上までが吹き抜けで、透明の屋根が覆う。

## 駅の周辺
カラカス盆地の東の端に位置し、カラカス東部の主要な大通りであるフランシスコ・デ・ミランダ通りの東端に面する。近くにはカウリマレ川とグアイレ川の合流点がある。駅の東方には丘が連なり、バリオ（人民居住区）が広がる。北はラウルビナという地区で、高層住宅がある。駅の南の高台が狭義のペタレ地区で、スクレ市役所がある。

## 利用状況
大きなバスターミナルがあり、乗降客が多い。

## 歴史
- 1989年11月19日 1号線の延長により開業した。[1]

## 隣の駅
ラ・カリフォルニア駅 - ペターレ駅 - パロ・ベルデ駅